# François-Benoît Hoffmann
Pour les articles homonymes, voir Hoffmann.
François-Benoît Hoffmann est un auteur dramatique et un critique français, né à Nancy le 11 juillet 1760 et mort à Paris le 25 avril 1828.
Son nom, parfois orthographié Hoffman, lui vient de son grand-père, un huissier de la chambre du duc de Lorraine nommé Ébrard, qui choisit de germaniser son patronyme en Hoffmann.

## Biographie
François-Benoît Hoffmann entreprit des études de droit à l’université de Strasbourg. Mais comme il était bègue, il finit par y renoncer, car il n’aurait pu exercer la profession d’avocat qu’il souhaitait pratiquer. Il s’engagea un moment dans l’armée, pour abandonner cette voie également.
Il rentra à Nancy, écrivit des poèmes qui furent remarqués, puisqu’il obtint un prix qui lui permit de partir pour Paris en 1784. Là il persévéra, publiant un recueil de poèmes, mais surtout il écrivit le livret de la tragédie lyrique en 3 actes Phèdre, musique de Lemoyne. Représentée au château de Fontainebleau le 26 octobre 1786, puis à l’Opéra de Paris à partir du 21 novembre suivant, cette œuvre remporta un très vif succès. Encouragé dans cette voie, il poursuivit jusqu’en 1807 la composition de pièces de théâtre et d’œuvres lyriques.
En janvier 1792, son opéra Adrien, musique d’Étienne Nicolas Méhul, lui donna l’occasion de montrer l’indépendance d’esprit dont il fit preuve toute sa vie. On lui demanda de supprimer de son livret les allusions monarchiques qu’il contenait. Malgré le risque qu’il prenait à cette époque, il refusa, préférant retirer l’œuvre de l’affiche. Elle put être jouée seulement en 1802 et est regardée par certains comme son chef-d’œuvre.
En 1807, il fut sollicité par Charles-Guillaume Étienne pour collaborer en tant que critique au Journal de l’Empire, qui deviendra le Journal des débats. Il y analysa avec un égal brio des ouvrages de littérature, de philosophie, d’histoire, de politique et même de médecine. Pour conserver une parfaite indépendance, il se retira dans sa maison de Passy, pour ne pas subir l’influence des auteurs des livres dont il avait à rendre compte. Pour la même raison, il refusa de briguer un fauteuil à l’Académie française, où il aurait pourtant eu, paraît-il, facilité à entrer.

## Œuvres
Théâtre
- Phèdre, tragédie lyrique en 3 actes, musique de Lemoyne, créée le 26 octobre 1786 au château de Fontainebleau ;
- Nephté, tragédie lyrique en 3 actes, musique de Lemoyne, créée le 15 décembre 1789 à l’Opéra de Paris ;
- Euphrosine ou le Tyran corrigé, comédie en 5 actes mise en musique par Étienne Nicolas Méhul, créée le 4 octobre 1790 à la Comédie-Italienne (réduite à 4, puis à 3 actes) ;
- Adrien, opéra en 3 actes, musique d’Étienne Nicolas Méhul, créé en janvier 1792, puis sous une forme révisée en 1802 ;
- Stratonice, comédie héroïque en un acte et en vers, musique d’Étienne Nicolas Méhul, créée le 3 mai 1792 à la Comédie-Italienne ;
- Le Jeune Sage et le Vieux Fou, comédie en un acte mêlée de musique d’Étienne Nicolas Méhul créée le 28 mars 1793 à l'Opéra-Comique ;
- Adélaïde, drame en 3 actes et en vers créé en 1793 ;
- Callias, drame en un acte et en vers créé en 1795 ;
- Le Brigand, opéra-comique en 3 actes créé en 1795 ;
- Azeline, comédie en 3 actes créée en 1797 ;
- Médée, opéra en 3 actes, musique de Luigi Cherubini, créé  en 1797 au Théâtre Feydeau ;
- Léon ou le Château de Monténéro, drame lyrique en trois actes et en prose, musique de Nicolas Dalayrac tiré du roman d'Ann Radcliffe, Les Mystères d'Udolphe, créé le (24 vendémiaire an VII) 15 octobre 1798 à l'Opéra-Comique (salle Favart) ;
- Ariodant, drame en 3 actes mêlé de musique d’Étienne Nicolas Méhul, créé le 11 octobre 1799 à l'Opéra-Comique ;
- Bion, comédie en un acte mêlée de musique d’Étienne Nicolas Méhul, créée le 27 décembre 1800 à l'Opéra-Comique ;
- Lisistrata, ou Les Athéniennes, Comédie en un acte et en prose, mêlée de vaudevilles imitée d'Aristophane, créé le 15 janvier 1802 au Théâtre Feydeau ;
- Le Trésor supposé ou le Danger d’écouter aux portes, comédie en un acte mêlée de musique d’Étienne Nicolas Méhul, créée le 29 juillet 1802 à l'Opéra-Comique ;
- La Boucle de cheveux, comédie en un acte et en prose mêlée d’ariettes, musique de Nicolas Dalayrac, créée le (8 brumaire an XI) 30 octobre 1802 à l'Opéra-Comique (théâtre Feydeau) ;
- Le Roman d’une heure, comédie en un acte créée au Gymnase en 1803 ;
- La Ruse inutile, opéra-comique en 2 actes créé en 1805 ;
- Grimaldi, comédie en 3 actes, musique de Rodolphe Kreutzer, créée en 1810.

Romans, essais
- Mes souvenirs ou Recueil de poésies fugitives (1802) ;

## Enregistrements discographiques
- Phèdre de Jean-Baptiste Lemoyne, avec Judith Van Wanroij (Phèdre), Melody Louledjian (Oenone), Julien Behr (Hippolyte), Tassis Christoyannis (Thésée), Ludivine Gombert (La Grande Prêtresse), Jérôme Boutillier (Un Grand de l'Etat / Un Chasseur), György Vashegyi (dir.), Orfeo Orchestra, Purcell Choir, CD Palazzetto Bru Zane, 2020.
- Adrien d'Etienne-Nicolas Méhul, avec Gabrielle Philiponet (Emirène), Philippe Do (Adrien), Marc Barrard (Cosroès), Philippe Talbot (Pharnaspe), Nicolas Courjal (Rutile), Jean Teigen, Jennifer Borghi (Sabine), György Vashegyi (dir.), Orfeo Orchestra, Purcell Choir, (2014, Bru Zane).